# Marin Radu
Marin Radu (Mareș, 1956. március 15. –) válogatott román labdarúgó, csatár, edző.

## Pályafutása

### Klubcsapatban
1974 és 1983 között az Argeș Pitești labdarúgója volt, ahol egy román bajnoki címet nyert és kétszer lett bajnoki gólkirály. 1983–84-ben az Olt Scornicești, 1984 és 1986 között a Steaua Bucureşti játékosa volt. A Steaua csapatával két bajnoki címet és egy románkupa-győzelmet ért el. Tagja volt az 1985–86-as idényben BEK-győztes csapatnak. 1986–87-ben ismét az Argeș Pitești, 1988 és 1990 között az Inter Sibiu csapatában szerepelt. 1990–91-ben a Șoimii IPA Sibiu együttesében fejezte be az aktív játékot.

### A válogatottban
1976 és 1982 között hét alkalommal szerepelt a román válogatottban.

### Edzőként
1998-ben lett a Cimentul Fieni edzője. 2007–08-ban a Buftea, 2008 és 2010 között az FC Cisnădie, majd a Petrolul Videle vezetőedzője volt.

## Sikerei, díjai
Argeș Pitești
- Román bajnokság
  - bajnok: 1978–79
  - gólkirály (2): 1978–79 (22 gól), 1980–81 (28 gól)

 Steaua Bucureşti
- Román bajnokság
  - bajnok (2): 1984–85, 1985–86
- Román kupa
  - győztes: 1985
  - döntős: 1986
- Bajnokcsapatok Európa-kupája (BEK)
  - győztes: 1985–86

 Inter Sibiu
- Román bajnokság - másodosztály
  - bajnok: 1987–88

## Statisztika

### Mérkőzései a román válogatottban
| Románia | Románia             | Románia                                 | Románia       | Románia  | Románia     | Románia      | Románia | Románia |
| #       | Dátum               | Helyszín                                | Hazai         | Eredmény | Vendég      | Kiírás       | Gólok   | Esemény |
| ------- | ------------------- | --------------------------------------- | ------------- | -------- | ----------- | ------------ | ------- | ------- |
| 1.      | 1976. május 12.     | Veliko Trnovo, Ivajlo Stadion           | Bulgária      | 1 – 0    | Románia     | Balkán-kupa  | -       | 60'     |
| 2.      | 1976. november 28.  | Bukarest, Augusztus 23. Stadion         | Románia       | 3 – 2    | Bulgária    | Balkán-kupa  | -       |         |
| 3.      | 1978. május 3.      | Bukarest, Augusztus 23. Stadion         | Románia       | 2 – 0    | Bulgária    | Balkán-kupa  | -       |         |
| 4.      | 1978. május 14.     | Bukarest, Augusztus 23. Stadion         | Románia       | 0 – 1    | Szovjetunió | barátságos   | -       | 44'     |
| 5.      | 1979. május 13.     | Limassol, Círio Stadion                 | Ciprus        | 1 – 1    | Románia     | Eb-selejtező | -       | 46'     |
| 6.      | 1979. augusztus 29. | Varsó, Dziesięciolecia Stadion          | Lengyelország | 3 – 0    | Románia     | barátságos   | -       | 46'     |
| 7.      | 1982. november 17.  | Karl-Marx-Stadt, Ernst Thälmann Stadion | NDK           | 4 – 1    | Románia     | barátságos   | -       | 75'     |
|         | Összesen            |                                         |               | 7        | mérkőzés    |              | 0       | gól     |